# Ophyx tenebrica
Ophyx tenebrica är en fjärilsart som beskrevs av Lucas 1894. Ophyx tenebrica ingår i släktet Ophyx och familjen nattflyn. Inga underarter finns listade i Catalogue of Life.